# Pasquale Gialluisi
Pasquale Gialluisi (Barletta, 25 maggio 1932 – Barletta, 4 giugno 2001) è stato un arbitro di calcio italiano.

## Carriera
Per la Sezione di Molfetta ha iniziato ad arbitrare nei campionati dilettanti nei primi anni sessanta.
Ha esordito in Serie C nel 1964. Il 28 maggio 1967 ha esordito a Padova in Serie B nella partita Padova-Alessandria (1-1).
È trentottenne quando dirige per la prima volta la massima serie a Vicenza il 23 marzo 1970 l'incontro Lanerossi Vicenza-Bologna (1-1), ha diretto in Serie A per sei stagioni, in tutto 43 direzioni, l'ultima partita diretta in Serie A è stata Roma-Verona (0-0) del 31 ottobre 1976,
In Serie A ha diretto in tutto 76 partite, chiudendo il 2 maggio 1976 con la partita Pescara-Ternana (1-0).
Dal 2013 viene assegnato il "Premio Pasquale Gialluisi" per onorarne la memoria, essendo mancato nell'estate 2001. Fiore all'occhiello dello sport barlettano, Pasquale Gialluisi dopo la lunga carriera arbitrale, profuse come dirigente della Associazione Italiana Arbitri il suo impegno e la sua passione, affinché fosse istituita una Sezione arbitrale nella sua città, la "Città della Disfida", sezione fondata nel 1978.